# NGC 6334
NGC 6334 је емисиона маглина у сазвежђу Шкорпија која се налази на NGC листи објеката дубоког неба.
Деклинација објекта је - 36° 6' 12" а ректасцензија 17h 20m 48,0s. Привидна величина (магнитуда) објекта NGC 6334 износи 7,8. NGC 6334 је још познат и под ознакама ESO 392-EN9, Sh2-8, CED 140.